# Joachim Vanreyten
Joachim Vanreyten, né le 31 août 1994 à Maaseik, est un coureur cycliste belge.

## Biographie
En 2010, Joachim Vanreyten devient champion de Belgique et champion du Limbourg du contre-la-montre, dans la catégorie débutants (moins de 17 ans). L'année suivante, il remporte le Kuurnse Leieomloop ainsi que le Tour de Haute-Autriche juniors (moins de 19 ans). Il représente également son pays aux championnats du monde de Copenhague, où il se classe vingt-sixième du contre-la-montre. 
En 2012, il s'impose sur Keizer der Juniores. Il se distingue par ailleurs dans les manches de la Coupe des Nations Juniors en terminant quatrième du Trofeo Karlsberg, sixième de Paris-Roubaix juniors et septième du Tour d'Istrie. Après ses performances, il intègre le club Ovyta-Eijssen-Acrog en 2013. Sa première saison espoirs est cependant perturbée par des chutes,. 
Il rejoint l'équipe EFC-Omega Pharma-Quick Step en 2014. Sous ses nouvelles couleurs, il retrouve de bonnes sensations en obtenant plusieurs victoires au niveau régional. Dans le calendrier de l'UCI, il finit neuvième de la Flèche ardennaise et du Circuit Het Nieuwsblad espoirs. Il est également sélectionné en équipe de Belgique pour les championnats d'Europe espoirs,. 
En 2015, il est transféré dans la réserve de l'équipe World Tour Lotto-Soudal. Lors de la saison 2016, il s'illustre au printemps en remportant la kermesse professionnelle de Houthalen-Helchteren, devant des grands noms comme Sep Vanmarcke et Tom Boonen. Il confirme au mois d'aout en devenant champion de Belgique sur route espoirs. À partir du mois d'août, il intègre l'équipe continentale belge Crelan-Vastgoedservice en tant que stagiaire. Il prend notamment la cinquième place de la Course des raisins. Malgré ses résultats, il ne décroche pas de contrat professionnel. 
En mai 2017, il annonce vouloir se consacrer au cyclo-cross, alors qu'il court chez Pauwels Sauzen-Vastgoedservice.

## Palmarès
| - 2010 - Champion de Belgique du contre-la-montre débutants - Champion du Limbourg du contre-la-montre débutants - 2011 - Kuurnse Leieomloop - 3e étape de la Ster van Zuid-Limburg - Tour de Haute-Autriche juniors : - Classement général - 1re étape - 2012 - Classement général du Keizer der Juniores | - 2014 - Champion du Limbourg du contre-la-montre espoirs - 3e étape de l'Essor breton (contre-la-montre par équipes) - 2016 - Champion de Belgique sur route espoirs - Champion de Belgique du contre-la-montre par équipes - 2e étape du Tour du Piémont Vosgien - Kermesse de Houthalen-Helchteren |

## Classements mondiaux
| Année                                 | 2016 |
| ------------------------------------- | ---- |
| Classement mondial                    | 910e |
| UCI Europe Tour                       | 595e |
|                                       |      |
| Légende : nc = non classéSource : UCI |      |

## Distinction
- Flandrien débutant de l'année : 2010